# L'Invité politique
L'Invité politique était un magazine politique lorrain diffusé le dernier ou premier dimanche de chaque mois à 12h05 depuis le 26 septembre 2004 sur RTL9 Est et présenté par Jean-Luc Bertrand.

## Principe de l'émission
L'émission, co-animée par Pierre Taribo (du quotidien L'Est républicain), recevait un invité politique venant d'horizons différents et représentant les quatre départements de la région Lorraine, et occasionnellement de France et du Luxembourg.
Ce rendez-vous politique a été remplacé entre 2009 et 2010 par un autre magazine mensuel intitulé L'Europe s'engage en Lorraine, jusqu'à juin 2009, et toujours présenté par Jean-Luc Bertrand.
Les acteurs de la vie politique en Lorraine étaient régulièrement invités dans l'émission Bienvenue chez vous, dans la rubrique "c'est dans l'actu".